# Vojtěch Erdélyi
Vojtěch Michajlovič Erdélyi, také Adalbert Erdely někdy uváděn rovněž jako Erdély nebo Erdéli ( 25. května 1891 Klymovycja  – 19. září 1955 Užhorod) byl podkarpatský malíř, jedna z hlavních postav zakarpatského umění.
Erdélyi se narodil ve vsi Kelemenfalva (ves byla později přejmenována na Klymovycja, ukrajinsky Климовиця) v Maďarském království v rodině Mychajla Hryca a Ilony Tsaiské. Od narození se jmenoval Ivan Michajlovič Hryc. Studoval na budapešťské Akademii umění v letech 1911–1915, poté učil v Mukačevu a Užhorodu, městech, která tehdy náležela Československu.
Spolu s kolegou ze studií v Budapešti a s veteránem první světové války Jozefem Bokšayem založil Erdélyi v roce 1927 uměleckou školu, která se posléze transformovala do Užhorodské státní vysoké školy uměleckoprůmyslové, jež se dnes nazývá Zakarpatský institut umění. Erdélyi a Bokšay patří mezi hlavní postavy zakarpatské stylistické školy.
Mezi jeho studenty byl Fedir Manajlo. Zemřel v Užhorodu.